# Pachytrichus
Pachytrichus är ett släkte av skalbaggar. Pachytrichus ingår i familjen vivlar.
Kladogram enligt Catalogue of Life:
| Pachytrichus | \| \| Pachytrichus ursus \| \| \| \| |
|              | \| \| Pachytrichus ursus \| \| \| \| |
|              | Pachytrichus ursus                   |
|              |                                      |